# Дискографія Tears for Fears
Англійський нью-вейв/попрок гурт Tears for Fears випустив сім студійних альбомів разом із численними синглами, збірками та відео. Створений у 1981 році Роландом Орзабалом і Куртом Смітом, дует підписав контракт із Phonogram Records у Великій Британії та того ж року випустив свій перший сингл. Лише після третього синглу «Mad World» (1982), вони записали свій перший хіт, а їхній дебютний альбом The Hurting (1983), який отримав платиновий тираж, став номером один у Великобританії.

## Студійні альбоми
| 1983                                                                  | The Hurting - Перший студійний альбом - Релиз: 7 березня - Лейбл: Phonogram Records/Mercury Records                                                                                   | 1  | 15 | —  | 15 | —  | 7  | 30 | 16 | 73 | 16 | —  | —  | Список - - Велика Британія: Платиновий - США: Золотий - Канада: Платиновий - Франція: Золотий                                                                             |
| 1985                                                                  | Songs from the Big Chair - Другий студійний альбом - Реліз: 25 лютого - Лейбл: Phonogram Records/Mercury Records                                                                      | 2  | 5  | 22 | 1  | 6  | 1  | 1  | 2  | 1  | 12 | 5  | 25 | Список - - Велика Британія: 3x платиновий - США: 5x платиновий - Німеччина: Золотий - Канада: 7x платиновий - Нова Зеландія: 2× платиновий - Франція: Золотий             |
| 1989                                                                  | The Seeds of Love - Третій студійний альбом - Релиз: 25 вересня - Лейбл: Fontana Records (Phonogram Records/Mercury Records)                                                          | 1  | 18 | 13 | 5  | 5  | 5  | 7  | 4  | 8  | 3  | 8  | 5  | Список - - Велика Британія: Платиновий - США: Платиновий - Німеччина: Золотий - Канада: 2× платиновий - Нова Зеландія: Золотий - Швейцарія: Золотий - Франція: Платиновий |
| 1993                                                                  | Elemental - Четвертий студійний альбом - Релиз: 7 липня - Лейбл: Phonogram Records/Mercury Records                                                                                    | 5  | 56 | —  | 26 | 10 | 18 | 31 | —  | 45 | 5  | 24 | 26 | Список - - Велика Британія: Срібний - США: Золотий - Канада: Золотий - Франція: Золотий                                                                                   |
| 1995                                                                  | Raoul and the Kings of Spain - П'ятий студійний альбом - Релиз: 16 жовтня - Лейбл: Sony/Epic Records                                                                                  | 41 | —  | —  | 88 | 23 | 62 | 70 | —  | 79 | 5  | 42 | —  | — |
| 2004                                                                  | Everybody Loves a Happy Ending - Шостий студійний альбом - Релиз: 14 вересня 2004 (США) 7 марта 2005 (Велика Британія/Європа) - Лейбл: New Door (США) / Gut Records (Велика Британія) | 45 | —  | —  | 35 | 68 | —  | 86 | —  | 46 | 28 | 48 | —  | — |
| «—» ставится, если альбом не попал в чарт или не получил сертификацию | |    |    |    |    |    |    |    |    |    |    |    |    | |

## Сингли
| Рік | Сингл                                                 | Найвища позиція     | Найвища позиція | Найвища позиція | Найвища позиція | Найвища позиція | Найвища позиція | Найвища позиція | Найвища позиція | Найвища позиція    | Найвища позиція | Найвища позиція | Сертифікації | Альбом                             |
| Рік | Сингл                                                 | Велика Британія ВЕЛ | Австралія АВС   | Бельгія БЕЛ     | Німеччина ГЕР   | Ірландія ИРЯ    | Італія ИТА      | Канада КАН      | Нідерланди НИД  | Новая Зеландія НОЗ | США             | Франція ФРА     | Сертифікації | Альбом                             |
| --- | ----------------------------------------------------- | ------------------- | --------------- | --------------- | --------------- | --------------- | --------------- | --------------- | --------------- | ------------------ | --------------- | --------------- | --- | ---------------------------------- |
| 1981 | «Suffer the Children»[2]                              | —                   | —               | —               | —               | —               | —               | —               | —               | —                  | —               | —               | — | The Hurting                        |
| 1982 | «Pale Shelter (You Don’t Give Me Love)»[2]            | —                   | —               | —               | —               | —               | —               | 15              | —               | —                  | —               | —               | — | The Hurting                        |
| 1982 | «Mad World»                                           | 3                   | 12              | —               | 21              | 6               | —               | —               | —               | 25                 | —               | 73              | Список - - Велика Британія: Срібний                                                                                       | The Hurting                        |
| 1983 | «Change»                                              | 4                   | 29              | 30              | —               | 8               | 27              | 13              | 32              | 36                 | 73              | —               | Список - - Велика Британія: Срібний                                                                                       | The Hurting                        |
| 1983 | «Pale Shelter» (версія 1983)[2]                       | 5                   | —               | —               | 25              | 5               | —               | —               | —               | —                  | —               | —               | — | The Hurting                        |
| 1983 | «The Way You Are»                                     | 24                  | —               | —               | —               | —               | —               | —               | —               | —                  | —               | —               | — | Неальбомний сингл                  |
| 1984 | «Mothers Talk»                                        | 14                  | —               | —               | —               | 23              | —               | —               | —               | 50                 | —               | —               | — | Songs from the Big Chair           |
| 1984 | «Shout»                                               | 4                   | 1               | 1               | 1               | 5               | 2               | 1               | 1               | 1                  | 1               | 21              | Список - - Велика Британія: Срібний - США: Золотий - США: Золотий (цифрові) - Канада: Платиновий - Нова Зеландія: Золотий | Songs from the Big Chair           |
| 1985 | «Everybody Wants to Rule the World»                   | 2                   | 2               | 3               | 11              | 2               | 11              | 1               | 2               | 1                  | 1               | 18              | Список - - Велика Британія: Срібний - Канада: Золотий - Нова Зеландія: Золотий                                            | Songs from the Big Chair           |
| 1985 | «Head over Heels»                                     | 12                  | 21              | 18              | 55              | 5               | —               | 8               | 29              | 12                 | 3               | —               | — | Songs from the Big Chair           |
| 1985 | «Suffer the Children» (перевидання)                   | 52                  | —               | —               | —               | —               | —               | —               | —               | —                  | —               | —               | — | The Hurting                        |
| 1985 | «Pale Shelter (You Don’t Give Me Love)» (перевидання) | 73                  | —               | —               | —               | —               | —               | —               | —               | —                  | —               | —               | — | The Hurting                        |
| 1985 | «I Believe (песня Tears for Fears)»                   | 23                  | —               | —               | —               | 10              | —               | —               | —               | 28                 | —               | —               | — | Songs from the Big Chair           |
| 1986 | «Everybody Wants to Run the World»                    | 5                   | —               | —               | —               | 4               | —               | —               | —               | —                  | —               | —               | — | Неальбомний сингл                  |
| 1986 | «Mothers Talk» (US Remix)                             | —                   | —               | —               | —               | —               | —               | 87              | —               | —                  | 27              | —               | — | Songs from the Big Chair           |
| 1989 | «Sowing the Seeds of Love»                            | 5                   | 13              | 11              | 11              | 4               | 2               | 1               | 3               | 4                  | 2               | 18              | — | The Seeds of Love                  |
| 1989 | «Woman in Chains» (спільно з Олетою Адамс)            | 26                  | 39              | 32              | 45              | 21              | 23              | 11              | 16              | 34                 | 36              | 20              | — | The Seeds of Love                  |
| 1990 | «Advice for the Young at Heart»                       | 36                  | —               | 34              | 51              | 15              | 49              | 25              | 22              | —                  | 89              | 31              | — | The Seeds of Love                  |
| 1990 | «Famous Last Words»                                   | 83                  | —               | —               | —               | —               | —               | —               | —               | —                  | —               | —               | — | The Seeds of Love                  |
| 1991 | «Johnny Panic and the Bible of Dreams»[3]             | 70                  | —               | —               | —               | —               | —               | —               | —               | —                  | —               | —               | — | Saturnine Martial & Lunatic        |
| 1992 | «Laid So Low (Tears Roll Down)»[4]                    | 17                  | —               | 49              | 40              | —               | 8               | 28              | 27              | —                  | —               | 15              | — | Greatest Hits 82-92                |
| 1992 | «Woman in Chains» (перевидання)[5]                    | 57                  | —               | —               | —               | —               | —               | —               | —               | —                  | —               | —               | — | Greatest Hits 82-92                |
| 1993 | «Break It Down Again»                                 | 20                  | 82              | 49              | 66              | —               | 7               | 4               | 27              | —                  | 25              | 19              | — | Elemental                          |
| 1993 | «Cold»                                                | 72                  | —               | —               | —               | —               | —               | —               | —               | —                  | —               | —               | — | Elemental                          |
| 1993 | «Goodnight Song»                                      | —                   | —               | —               | —               | —               | —               | 44              | —               | —                  | 125             | —               | — | Elemental                          |
| 1994 | «Elemental»                                           | —                   | —               | —               | —               | —               | —               | —               | —               | —                  | —               | —               | — | Elemental                          |
| 1995 | «Raoul and the Kings of Spain»                        | 31                  | —               | 39              | 80              | —               | —               | —               | —               | —                  | —               | —               | — | Raoul and the Kings of Spain       |
| 1995 | «God’s Mistake»                                       | 61                  | —               | —               | —               | —               | —               | 48              | —               | —                  | 102             | —               | — | Raoul and the Kings of Spain       |
| 1996 | «Secrets»                                             | —                   | —               | —               | —               | —               | —               | —               | —               | —                  | —               | —               | — | Raoul and the Kings of Spain       |
| 1996 | «Falling Down»                                        | —                   | —               | —               | —               | —               | —               | —               | —               | —                  | —               | —               | — | Raoul and the Kings of Spain       |
| 2004 | «Call Me Mellow»[6]                                   | —                   | —               | —               | —               | —               | 45              | —               | —               | —                  | —               | —               | — | Everybody Loves a Happy Ending     |
| 2005 | «Closest Thing to Heaven»[7]                          | 40                  | —               | —               | —               | —               | —               | —               | 70              | —                  | —               | —               | — | Everybody Loves a Happy Ending     |
| 2005 | «Everybody Loves a Happy Ending/Call Me Mellow»       | 102                 | —               | —               | —               | —               | 37              | —               | —               | —                  | —               | —               | — | Everybody Loves a Happy Ending     |
| 2006 | «Secret World»[8]                                     | —                   | —               | —               | —               | —               | —               | —               | —               | —                  | —               | —               | — | Everybody Loves a Happy Ending     |
| 2017 | «I Love You But I’m Lost»                             | —                   | —               | —               | —               | —               | —               | —               | —               | —                  | —               | —               | — | Rule the World — The Greatest Hits |
| «—» ставиться, якщо сингл не потрапив до чарту, не оптримав сертифікацію чи не виходив на території країни |                                                       |                     |                 |                 |                 |                 |                 |                 |                 |                    |                 |                 | |                                    |